# Дронго
Дронго (лат. Dicrurus) — род воробьиных птиц, единственный в семействе дронговых (Dicruridae). Представители рода обитают в тропических и субтропических регионах Африки, Азии и Австралии. Длина тела составляет от 18 до 36 см. Оперение чёрного или тёмно-серого цвета, ноги короткие. Характерным признаком является вилочковой формы хвост. Питаются преимущественно насекомыми. Населяют буш и открытые леса. Гнёзда устраивают высоко на деревьях. В кладке 2—4 яйца. Птицы агрессивны и бесстрашны, защищая свои гнёзда, они атакуют даже крупных хищных птиц и человека. Умеют копировать голоса своих соседей.

## Классификация
Международный союз орнитологов относит к роду 28 видов:
- Dicrurus aeneus Vieillot, 1817 — Бронзовый дронго
- Dicrurus remifer (Temminck, 1823) — Малый ракетохвостый дронго
- Dicrurus annectens (Hodgson, 1836) — Большеклювый дронго
- Dicrurus paradiseus (Linnaeus, 1766) — Райский дронго
- Dicrurus lophorinus Vieillot, 1817
- Dicrurus andamanensis Beavan, 1867 — Андаманский дронго
- Dicrurus sumatranus R. G. Wardlaw-Ramsay, 1880
- Dicrurus montanus (Riley, 1919) — Сулавесский дронго
- Dicrurus bracteatus Gould, 1843
- Dicrurus megarhynchus (Quoy & Gaimard, 1832) — Лентохвостый дронго
- Dicrurus hottentottus (Linnaeus, 1766) — Волосохохлый дронго
- Dicrurus menagei (Bourns & Worcester, 1894)
- Dicrurus palawanensis Tweeddale, 1878
- Dicrurus balicassius (Linnaeus, 1766) — Филиппинский дронго
- Dicrurus striatus Tweeddale, 1877
- Dicrurus densus Bonaparte, 1850
- Dicrurus leucophaeus Vieillot, 1817 — Серый дронго
- Dicrurus caerulescens (Linnaeus, 1758) — Белобрюхий дронго
- Dicrurus waldenii Schlegel, 1865 — Майоттский дронго
- Dicrurus forficatus (Linnaeus, 1766) — Хохлатый дронго
- Dicrurus aldabranus (Ridgway, 1893) — Альдабранский дронго
- Dicrurus fuscipennis (Milne-Edwards & Oustalet, 1887) — Коморский дронго
- Dicrurus modestus Hartlaub, 1849
- Dicrurus adsimilis (Bechstein, 1794) — Траурный дронго
- Dicrurus macrocercus Vieillot, 1817 — Чёрный дронго
- Dicrurus ludwigii (A. Smith, 1834) — Прямохвостый дронго
- Dicrurus atripennis Swainson, 1837 — Блестящий дронго
- Dicrurus sharpei Oustalet, 1879

Dicrurus occidentalis ранее выделялся из Dicrurus ludwigii как новый вид на основе генетических данных, которые показывают, что он является сестринским к D. sharpei. Впоследствии было показано, что D. occidentalis не имеет значительных морфологических или вокальных отличий от Dicrurus sharpei, несмотря на генетическую дивергенцию, и объединен с этим видом.
Dicrurus atactus ранее выделялся из Dicrurus modestus как отдельный вид, однако генетическая дивергенция незначительна, и Dicrurus atactus интрогрессирует с D. modestus coracinus на юго-западе Нигерии и в Камеруне и рассматривается его как подвид Dicrurus modestus.
Dicrurus divaricatus ранее выделялся из Dicrurus adsimilis на основе незначительных различий в оперении и молекулярного анализа. Однако в соответствии с экологическими и другим наблюдениями, рекомендуется выделить Dicrurus divaricatus как подвид Dicrurus adsimilis.
Род Chaetorhynchus, ранее включаемый в семейство дронговых, перенесён в семейство веерохвостковых.